# Jared Polis
Jared Schutz Polis (* 12. května 1975 Boulder, Colorado) je americký politik, podnikatel, filantrop a člen Demokratické strany, od ledna 2019 guvernér Colorada.
V letech 2001 až 2009 byl členem coloradské rady pro vzdělání. Od roku 2009 do roku 2019 byl členem Sněmovny reprezentantů za coloradský druhý okrsek. V roce 2018 byl zvolen guvernérem Colorada poté, co ve volbách o téměř 11 % hlasů porazil kandidáta Republikánů Walkera Stapletona. Funkci poté obhájil i ve volbách v roce 2022, když ve volbách o téměř 20 % hlasů porazil členku Republikánů Heidi Ganahlovou. V červenci 2024 se stal předsedou Národní asociace guvernérů.
Zastává liberální názory, poporuje legalizaci marihuany, kryptoměny, práva LGBT osob či imigraci do USA.
Provozuje také vlastní nadaci. Je homosexuální orientace, od roku 2021 je v manželství, má dvě děti.